# Sinfonia n. 3 (Michael Haydn)
La Sinfonia n. 3 in Sol maggiore MH 26, anche nota come Divertimento in Sol maggiore (Sherman 3) è una sinfonia di Michael Haydn. Secondo il catalogo Göttweig, fu composta a Oradea intorno al 1763.

## Struttura
La strumentazione prevede parti per due oboi, due fagotti, due corni, archi e basso continuo.
Sono presenti quattro movimenti, coerentemente con i canoni della sinfonia del Classicismo:
1. Allegro molto
2. Andante
3. Minuetto e Trio
4. Presto

Per via del suo carattere leggero è talvolta considerata come "divertimento" anziché come "sinfonia". Anche le cosiddette Sinfonie Salisburghesi di Wolfgang Amadeus Mozart (n. 22, n. 23, n. 24, n. 26 e n. 27) sono considerate alla stregua di divertimenti.